# Armonio de pedal
Para el instrumento usado en subcontinente indio, véase armonio de fuelle manual

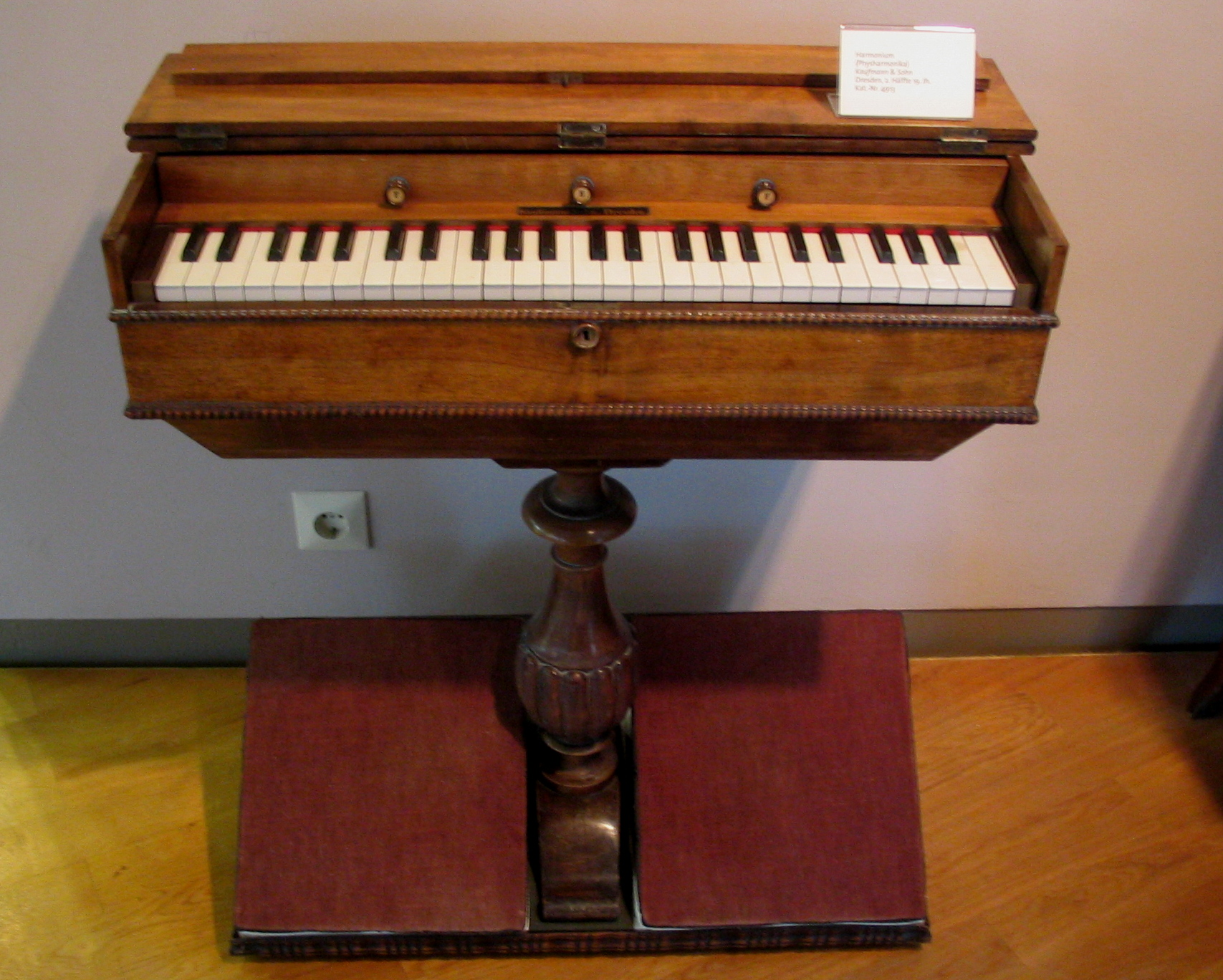
Armonio de pedal.

Un armonio de pedal es un instrumento de teclado en el que el sonido es producido por aire soplado a través de una serie de lengüetas libres, resultando un timbre similar al de acordeón. El aire es suministrado por fuelles operados con el pie.

## Historia
El armonio fue inventado en París en la década de 1840 por Alexandre Debain, aunque había un desarrollo de instrumentos similares. Los armonios de pedal alcanzaron gran popularidad en Europa y Estados Unidos a finales del siglo XIX y principios del XX.

## Repertorio
Entre las obras donde participa el armonio de pedal, figuran:
- Anton Bruckner. Sinfonía n.º 7, arreglo para  2 violines, viola, chelo, contrabajo, clarinete, trompa, piano a 4 manos, y armonio, por estudiantes y asociados de Arnold Schoenberg
- Alban Berg, Altenberg Lieder
- William Bergsma. Dances from a New England Album, 1856
- William Bolcom. Songs of Innocence and of Experience para orquesta, coros y solistas.
- Frederic Clay. Ages Ago.
- Claude Debussy. Prélude à l'après-midi d'un faune.
- Antonín Dvořák. Cinco bagatelas para  2 violines, chelo y armonio Op. 47 (B.79).
- Edward Elgar. Sospiri, Adagio for String Orchestra, Op. 70 .
- César Franck. L'Organiste.
- Alexandre Guilmant. Dúos para piano y harmonio, como:
  - Symphonie tirée de la Symphonie-Cantate "Ariane" (Op. 53)
  - Pastorale A-Dur (Op. 26)
  - Finale alla Schumann sur un noël languedocien (Op. 83)
- Paul Hindemith. Hin und zurück
- Sigfrid Karg-Elert. Varias piezas.
- Kronos Quartet. Early Music.
- Henri Letocart (1866–1945). 25 Pièces pour harmonium, Premier cahier
- Franz Liszt. Symphonie zu Dantes Divina Commedia, Movement II: Purgatorio
- Gustav Mahler. Sinfonía n.º 8
- George Frederick McKay. "Sonata for Clarinet and Harmonium" (1929)
- Martijn Padding. "First Harmonium Concerto," (2008)
- Gioachino Rossini. Petite messe solennelle
- Arnold Schoenberg. Herzgewächse Op. 20
- Franz Schreker. Chamber Symphony
- Richard Strauss. "Ariadne auf Naxos,"
- Vierne. Louis. 24 Pièces en style libre pour organ ou harmonium, Op. 31 (1913)
- Zemlinsky, Alexander
  - Six Maeterlinck Songs
  - Lyric Symphony